# Ерзовка (Александровский муниципальный округ)
Ерзовка — упразднённая в 2005 году деревня, располагавшаяся на территории Александровского муниципального округа Пермского края России.

## География
Урочище находится в северо-восточной части края, в предгорьях Среднего Урала, в подзоне средней тайги, на левом берегу реки Яйва, на расстоянии приблизительно 12 километров (по прямой) к юго-западу от города Александровска, административного центра округа. Абсолютная высота — 171 метр над уровнем моря.

### Климат
Климат характеризуется как умеренно континентальный, влажный, с холодной продолжительной снежной зимой и сравнительно коротким тёплым летом. Среднегодовая температура воздуха — −0,5…+0,5 °C. Средняя температура воздуха самого холодного месяца (января) — −16,5 °C (абсолютный минимум — −54 °С), средняя температура самого тёплого (июля) — +16,5 °С (абсолютный максимум — +36,5 °С). Годовое количество атмосферных осадков составляет около 600—800 мм, из которых большая часть выпадает в тёплый период. Снежный покров держится в течение 170—180 дней.

## История
Известна с 1795 года.
В 1963 году числилась как населённый пункт Верх-Яйвинского сельсовета, проживало 3 человек. 
В 1981 году население составляло 25 человек, административно подчинялась Лытвенскому сельсовету.
Упразднена в 2005 году.